# Euphorbia setiloba
Euphorbia setiloba là một loài thực vật có hoa trong họ Đại kích. Loài này được Engelm. ex Torr. mô tả khoa học đầu tiên năm 1857.

## Hình ảnh

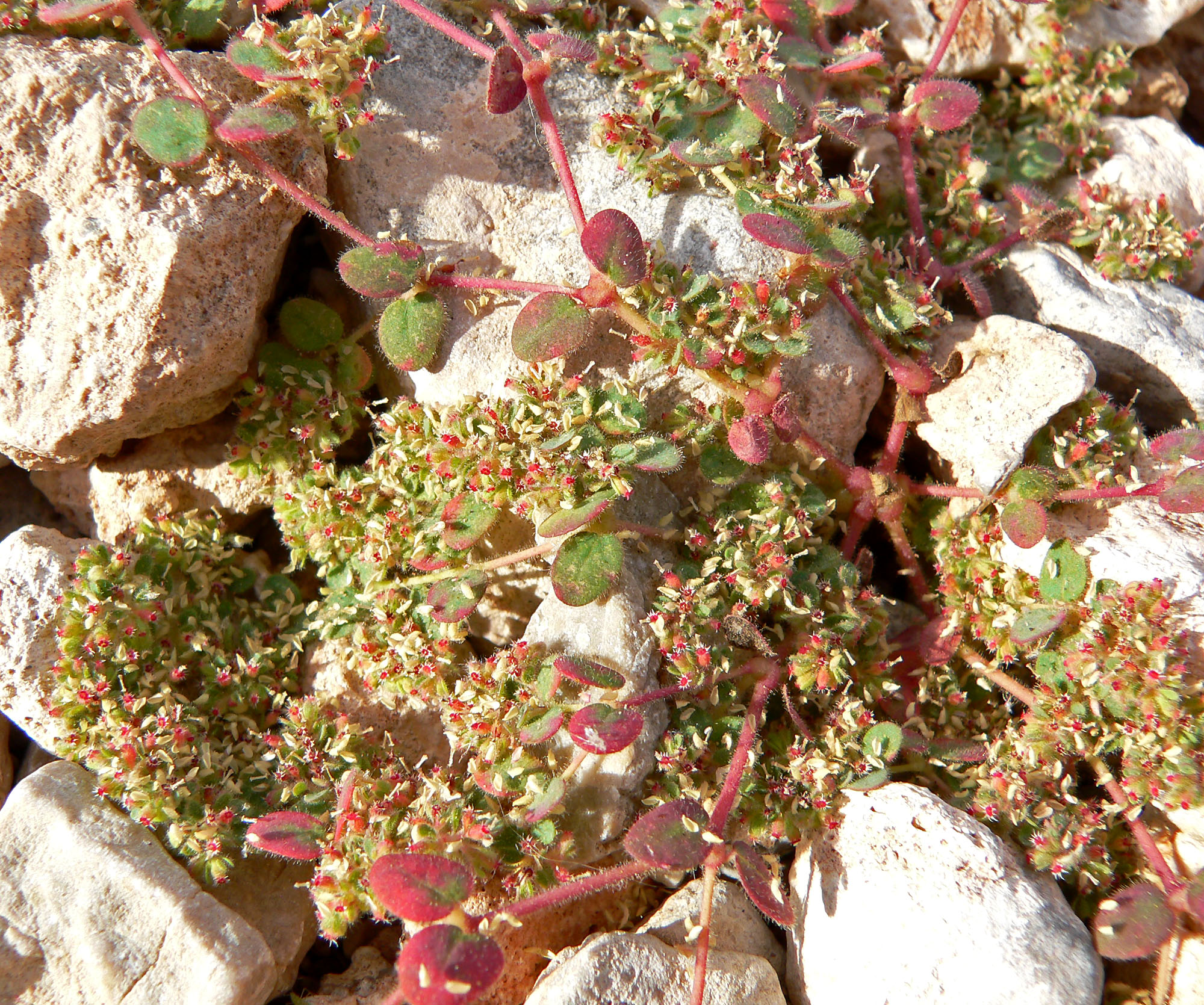
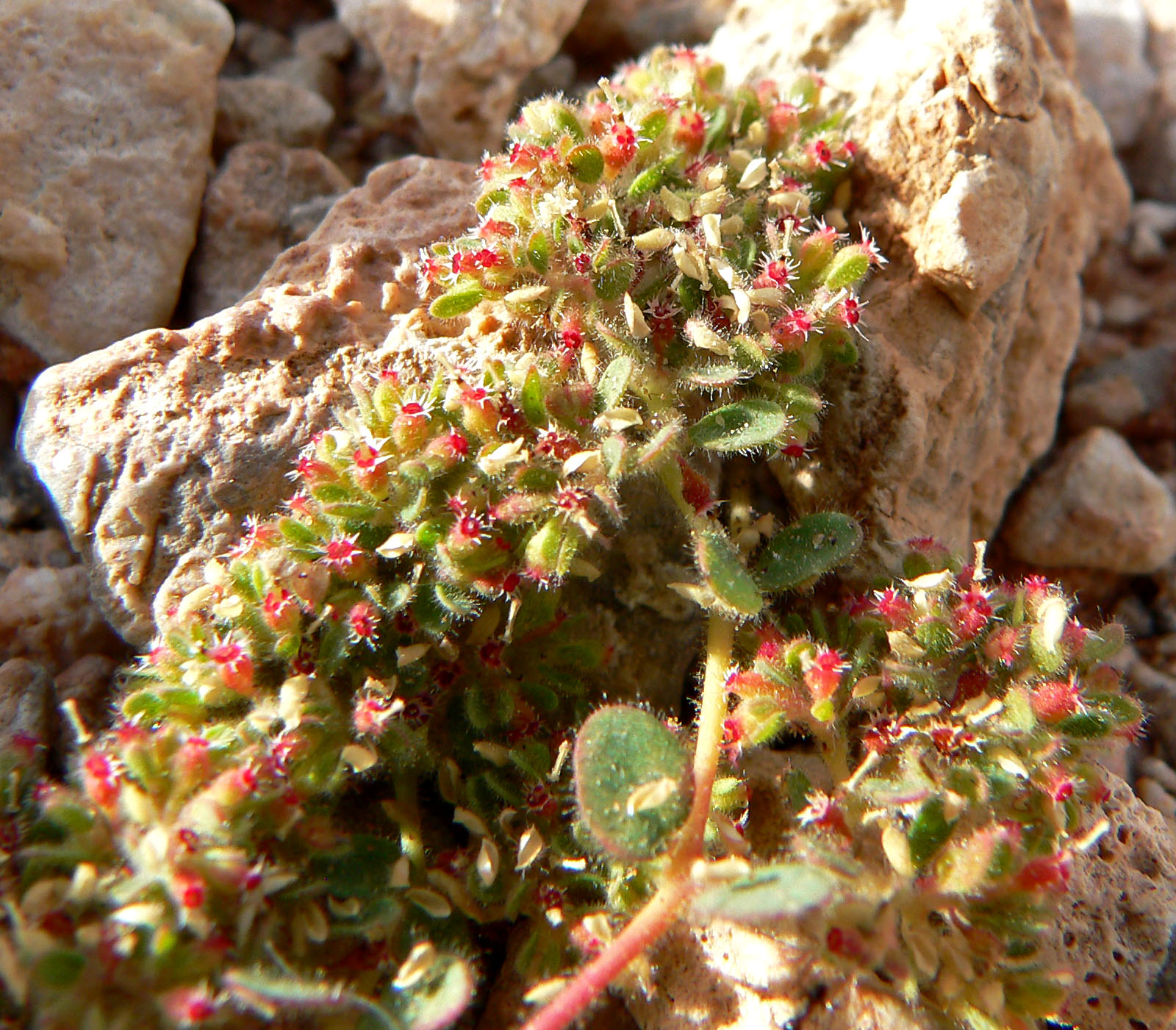